# Nat Patton
Nat Patton, född 26 februari 1881 i Houston County i Texas, död 27 juli 1957 i Crockett i Texas, var en amerikansk politiker (demokrat). Han var ledamot av USA:s representanthus 1935–1945.
Patton efterträdde 1935 Clark W. Thompson som kongressledamot och efterträddes 1945 av Tom Pickett.
Pattons grav finns på begravningsplatsen Evergreen Memorial Park i Crockett i Texas.